# Gothic 3: The Beginning
Gothic 3: The Beginning — мобільна рольова гра, розроблена компанією Handy-Games GmbH та видана JoWood Entertainment.

## Сюжет
Події відбуваються у жорстокому світі, за 140 років до подій першої частини серії Gothic на острові Хорініс. Одного разу вночі Ксардаса, сироту, доглянутого фермерами, відвідує привід Бутомара, служителя самого бога Іноса. Привид представляється захисником магії та стражем храмів Хорінісу. Він розповідає Ксардасу про невідому загрозу, яка нависла над островом. Привід просить знайти чотирьох вибраних, щоб повернути втрачену рунну магію на острів Хорініс. Об'єднанні сили зла намагаються знищити орків, щоб отримати доступ до великої сили заборонених магічних рун.

## Особливості
- Історія заснована на попередніх частинах серії для ПК.
- Відвідування різних локацій в Хорінісі й Тіріті.
- Музика з офіційного саундтреку Gothic.